# ジェシー・ヘルムズ
ジェシー・アレクサンダー・ヘルムズ（Jesse Alexander Helms, Jr., 1921年10月18日 - 2008年7月4日）は、アメリカ合衆国の政治家。ノースカロライナ州モンロー出身。元上院議員。所属政党は共和党。宗教はバプテストである。愛称はセネター・ノー。

## 政治経歴
ウィンゲート短期大学を経て地元新聞社『ラーレイ・タイムズ』に勤務、第二次世界大戦時はアメリカ海軍に所属し、募兵係を務めた。
戦後はノースカロライナの地方紙、ラジオ局、テレビ局などマスメディアでの活動を続ける一方、親子代々支持してきた民主党に所属して政治活動を行なった。公民権運動には一貫して反対の立場を示し、人種差別的な表現も多く含む激しい攻撃を行なっている。その後は、リベラル色を強める民主党から離れ、共和党に鞍替えする。
1972年に、共和党公認で地元・ノースカロライナ州から上院選に出馬、54%の得票で当選を果たす。
上院では農業委員長（1981年 - 1987年）、外交委員長（1995年 - 2001年）を歴任。共和党保守派の代表格で、1976年に最高裁が一時違憲判決を下した、死刑制度の地方レベルでの復活に尽力。1980年には盟友であるロナルド・レーガンの大統領当選に貢献した。
外交委員長時代は米国の国益に反すると考えた政策に強硬に反対する姿勢を示し、国連強化を打ち出したブトロス・ガリ事務総長時代の国際連合に対しては、自ら『フォーリン・アフェアーズ』誌に反対する論文を寄稿、さらに国連分担金の承認を議会で拒否するという運動に出た。1996年には、米国がテロ支援国家に認定しているキューバに対する経済制裁拡大のため、キューバに経済援助を行った国家に制裁を課す、いわゆるヘルムズ・バートン法を制定させ、1999年には、クリントン政権下で俎上に上った包括的核実験禁止条約（CTBT）をジョン・マケイン議員と共に否決に追い込んだ。台湾擁護の観点から、現在の中国政府に対しても強硬で、ヘルムズは中国政府を「レッド・チャイナ」と呼ぶ。
2001年8月22日に、高齢や健康不安を理由に地元テレビで政界からの引退を表明し、エリザベス・ドールに後継を譲った。その際には、「友人たちに御礼を述べたい、ロナルド・レーガンが常々申していたように私にも言わせてほしい、米国に神のご加護がありますように」と述べた。また、同年のアフガン戦争でカーブルが陥落し、ターリバーンを敗走させると、ジョン・マケイン、ジョー・リーバーマンら9人の超党派の議員らと、ジョージ・ブッシュ大統領に書簡を送り、イラクを対テロ戦争の第2幕にするように提言、イラク戦争への流れを作る。2002年10月のイラクへの武力行使容認決議を置き土産に政界を引退した。
同じく共和党保守派を代表するジョン・ボルトン・元国連大使は青年時にヘルムズの補佐官をつとめていたことで知られ、ヘルムズの国連に対する根強い不信感と政策はボルトンに受け継がれた。

## 参照
1. ↑  Charlton, Linda (1972年11月8日). “Conservative Republican Victor in North Carolina Senate Race”. The New York Times. p. 5
2. ↑  Pinsky, Mark I. (1981年3月21日). “Helms Exhorts Tobacco Bloc to Fight Budget Cuts”. The New York Times. p. 1